# Shani Tarashaj
Shani Tarashaj (* 7. Februar 1995 in Hausen am Albis) ist ein Schweizer ehemaliger Fussballspieler. Tarashaj war sowohl als offensiver Mittelfeldspieler als auch als hängende Spitze einsetzbar. Er ist kosovo-albanischer Abstammung, seine Familie stammt ursprünglich aus Prizren im Kosovo.

## Karriere

### Vereine
Schon in der Jugend spielte Tarashaj beim Grasshopper Club Zürich; am letzten Spieltag der Saison 2012/13 stand er erstmals im Kader der A-Mannschaft. Sein Ligadebüt absolvierte er am 2. August 2014 beim 0:0 gegen den FC Sion, als er in der 73. Minute für Alexander Merkel eingewechselt wurde. Weitere sieben Monate vergingen, bis Tarashaj beim 2:2 im Auswärtsspiel gegen den FC Thun mit dem Ausgleichstreffer in der 92. Minute sein erstes Ligator erzielte. In den ersten elf Ligaspielen der Saison 2015/16 erzielte er sieben Tore. Im Januar 2016 unterschrieb Tarashaj einen Vertrag bis Sommer 2020 beim FC Everton. Anschliessend wurde er bis Sommer 2016 an den Grasshopper Club Zürich ausgeliehen.
Im August 2016 wurde Tarashaj an den deutschen Bundesligisten Eintracht Frankfurt verliehen. Am 1. Oktober 2016 (6. Spieltag) debütierte er bei der 0:1-Auswärtsniederlage gegen den SC Freiburg in der Bundesliga. Sein erstes Tor in der höchsten deutschen Spielklasse erzielte er am 21. Oktober 2016 (8. Spieltag) beim 3:0-Sieg im Auswärtsspiel gegen den Hamburger SV mit dem Treffer zum 2:0 in der 60. Minute. Die Leihe von Tarashaj wurde zum Ende der Saison 2016/17 nicht verlängert. Er kehrte somit zu seinem momentanen Heimatverein FC Everton zurück.

### Nationalmannschaft
Tarashaj durchlief von der U-15 aufwärts sämtliche Schweizer Jugendnationalmannschaften. Er spielte von 2014 bis 2015 für die Schweizer U-21-Nationalmannschaft. 
Sein erstes Spiel für die Schweizer A-Nationalmannschaft absolvierte Tarashaj am 25. März 2016 im Testspiel gegen Irland. Für die Europameisterschaft 2016 in Frankreich wurde Tarashaj in das Aufgebot der Schweiz aufgenommen. Er kam im zweiten Gruppenspiel gegen Rumänien zu einem Kurzeinsatz und spielte damit erstmals in einem Pflichtspiel, womit ein Verbandswechsel nicht mehr möglich ist. Tarashaj wäre auch für die albanische Nationalmannschaft spielberechtigt gewesen.